# Lula Sampaio
Luiz Wilson Ulisses Sampaio mais conhecido como Lula Sampaio (Exu, 1954) é um político brasileiro. Foi vereador e prefeito do município de Araripina, se destacando por ser o primeiro prefeito do município a ser afastado do cargo por decisão da Justiça Federal, o que levou a inedita intervenção estadual no município de Araripina, ocasião em que o governador Eduardo Campos nomeou o tenente-coronel Adalberto Freitas Ferreira como prefeito interino de Araripina.

## Carreira política
Foi eleito prefeito do município de Araripina em 2008 com 22 mil votos, quando concorria ao cargo pela quarta vez.
No 12 de dezembro de 2011, após uma denuncia feita pelo MPPE, o TJPE determinou afastamento do prefeito. O afastamento se deu por conta de um relatório do TCE onde constava 12 irregularidades cometidas pela gestão do ex-prefeito. No dia 19 de junho de 2012 Lula Sampaio voltou ao posto de prefeito após consegui uma liminar permitindo que ele voltasse ao cargo, porém, em 25 de julho de 2012 foi novamente afastado por decisão do STJ, tento seu mandato cassado logo depois. Durante o período em que Lula Sampaio esteve afastado da prefeitura seu vice, Alexandre Arraes, ficou a frente da prefeitura, até 14 de setembro de 2012 quanto o interventor nomeado pelo governador Eduardo Campos, Adalberto Freitas Ferreira, assumiu a prefeitura.
No dia 4 de abril de 2019, por conta de uma ação movida pelo Ministério Público Federal, a Justiça Federal condenou o ex prefeito Lula Sampaio por improbidade administrativa, segundo o MP a gestão do ex prefeito desviou cerca de R$1 milhão.
No dia 7 de outubro de 2019, o ex-prefeito sofreu sua segunda condenação na justiça federal, após uma nova ação movida pelo Ministério Público Federal de Salgueiro e Ouricuri, a Justiça Federal condenou o ex-prefeito e a ex-secretária da educação Luiza Francelino de Lima Sátiro ao ressarcimento integral do dano causado, além da proibição de contratar com o poder público por cinco anos, a suspensão dos direitos políticos por seis anos e pagamento de multa de R$20 mil. Segundo o MPF, cerca de R$ 2 milhões dos R$ 2 milhões e 300 mil repassados pelo FNDE foram sacados diretamente do caixa ou transferidos para contas diversas com o objetivo de impedir a fiscalização da aplicação do dinheiro.

## Histórico Eleitoral
| Ano  | Eleição                | Partido | Candidato a | Votos  | %      | Resultado  | Ref e Notas |
| ---- | ---------------------- | ------- | ----------- | ------ | ------ | ---------- | ----------- |
| 1988 | Municipal de Araripina | PMDB    | Vereador    | 860    | 0,38%  | Eleito     | [ 12 ]      |
| 1996 | Municipal de Araripina | PDT     | Prefeito    | 6.769  | 23,40% | Não Eleito | [ 13 ]      |
| 2000 | Municipal de Araripina | PMDB    | Prefeito    | 12.997 | 42,74% | Não Eleito | [ 14 ]      |
| 2004 | Municipal de Araripina | PMDB    | Prefeito    | 16.161 | 46,35% | Não Eleito | [ 15 ]      |
| 2008 | Municipal de Araripina | PTB     | Prefeito    | 22.223 | 56,86% | Eleito     | [ 16 ]      |